# Rakugo
El rakugo és l'entreteniment japonès segons monòlegs humorístics, els orígens del qual es remunten al segle xvii.
En aquest gènere, l'intèrpret està sempre agenollat sobre un coixí i vesteix un Kimono.

## Descripció
Es pot dir del rakugo que són com una sèrie d'anècdotes humorístiques, una narració divertida de referències quotidianes juntament amb altres de segles d'antiguitat. Darrerament s'estan donant representacions de rakugo en anglès, als teatres yose de Tòquio, sobretot en Asakusa.